# Себастиен Тутан
Себастиен Тутан (на френски: Sébastien Toutant) е канадски сноубордист. Олимпийски шампион в индивидуалната надпревара биг еър на зимните олимпийски игри в Пьонгчанг през 2018 г.. Роден на 9 ноември 1992 г. в Л'Асомпсион, Квебек, Канада.

## Успехи
Олимпийски игри:
- Шампион (1): 2018 Пьонгчанг

Световно първенство:
- Бронзов медал (1): 2015, 2016

## Участия на зимни олимпийски игри
| Олимпийски игри            | Място     | Държава    | дисциплина | класиране |
| -------------------------- | --------- | ---------- | ---------- | --------- |
| Зимни олимпийски игри 2014 | Сочи      | Русия      | Биг еър    | 9-о       |
| Зимни олимпийски игри 2018 | Пьонгчанг | Южна Корея | Биг еър    | Шампион   |